# Muzeum Dziedzictwa i Kultury Kresów
Ten artykuł dotyczy przyszłego wydarzenia. Informacje w nim zawarte mogą się zmienić wraz z pojawieniem się nowych faktów, a początkowe doniesienia mogą być niepewne. Ostatnie aktualizacje tego artykułu mogą nie odzwierciedlać najbardziej aktualnych informacji.
Muzeum Dziedzictwa i Kultury Kresów – oddział Muzeum Piastów Śląskich w Brzegu o tematyce kresowej. MDiKK będzie stanowić w zachodniej części Polski centralną instytucję dbającą o kulturalne i historyczne dziedzictwo Kresów Wschodnich Rzeczypospolitej.
W dniu 23 kwietnia 2021 r. Wicepremier, wówczas Minister Kultury, Dziedzictwa Narodowego i Sportu prof. Piotr Gliński, jako główny współprowadzący brzeskie Muzeum Piastów Śląskich wystosował pismo, w którym wyraził akceptację dla przejęcia przez Muzeum Piastów Śląskich w Brzegu obiektu Gimnasium Illustre dawnej książęcej szkoły, z przeznaczeniem na potrzeby planowanego oddziału Muzeum Piastów Śląskich.

## Powstawanie
U podstaw utworzenia Muzeum Dziedzictwa i Kultury Kresów leżało zaangażowanie brzeskich muzealników w uruchomienie 11 listopada 2019 r. wystawy stałej, zatytułowanej Kresy. Ocalone wspomnienia. Ekspozycja powstała w oparciu o zbiory gromadzone przez Muzeum Piastów Śląskich w Brzegu od 2018 r. w ramach Archiwum Kresowego. Powstanie wystawy wynikało z troski o historyczne dziedzictwo kresowe i ocalenie schedy mieszkańców Kresów II Rzeczypospolitej, którzy po zakończeniu działań wojennych przybyli na Śląsk.
Powołanie Muzeum Dziedzictwa i Kultury Kresów jako oddziału Muzeum Piastów Śląskich w Brzegu traktować należy jako odpowiedź na wieloletnie starania środowisk kresowych o konieczność utworzenia tego typu placówki w południowo-zachodniej części Polski.

## O obiekcie
Szesnastowieczny gmach dawnego gimnazjum został wzniesiony przez nadwornego architekta księcia legnicko-brzeskiego Jerzego II – Włocha Jakuba Parra w latach 1564 – 1569. Sama szkoła, Gymnasium Illustre było znakomitą i nowoczesną jak na owe czasy uczelnią humanistyczną, którą ufundował Jerzy II. Przez dziesiątki lat gimnazjum utrzymywało bardzo wysoki poziom nauczania o profilu humanistyczno-teologicznym. Ciesząca się wysoką rangą w szkolnictwie śląskim uczelnia gościła wielu uczniów ze znakomitych rodów Królestwa Polskiego, Czech, Moraw, Łużyc i innych krajów ościennych.
W XIX gimnazjum działało jako Gimnazjum Królewskie (Königlichen Gymnasiums zu Brieg). W jego murach wykładali wybitni nauczyciele w tym autor wielotomowej historii dziejów Piastów brzeskich oraz dziejów Brzegu Karl Friedrich Schönwälder (1805–1888).
Od frontu portal  z 1569 zawierający herby.

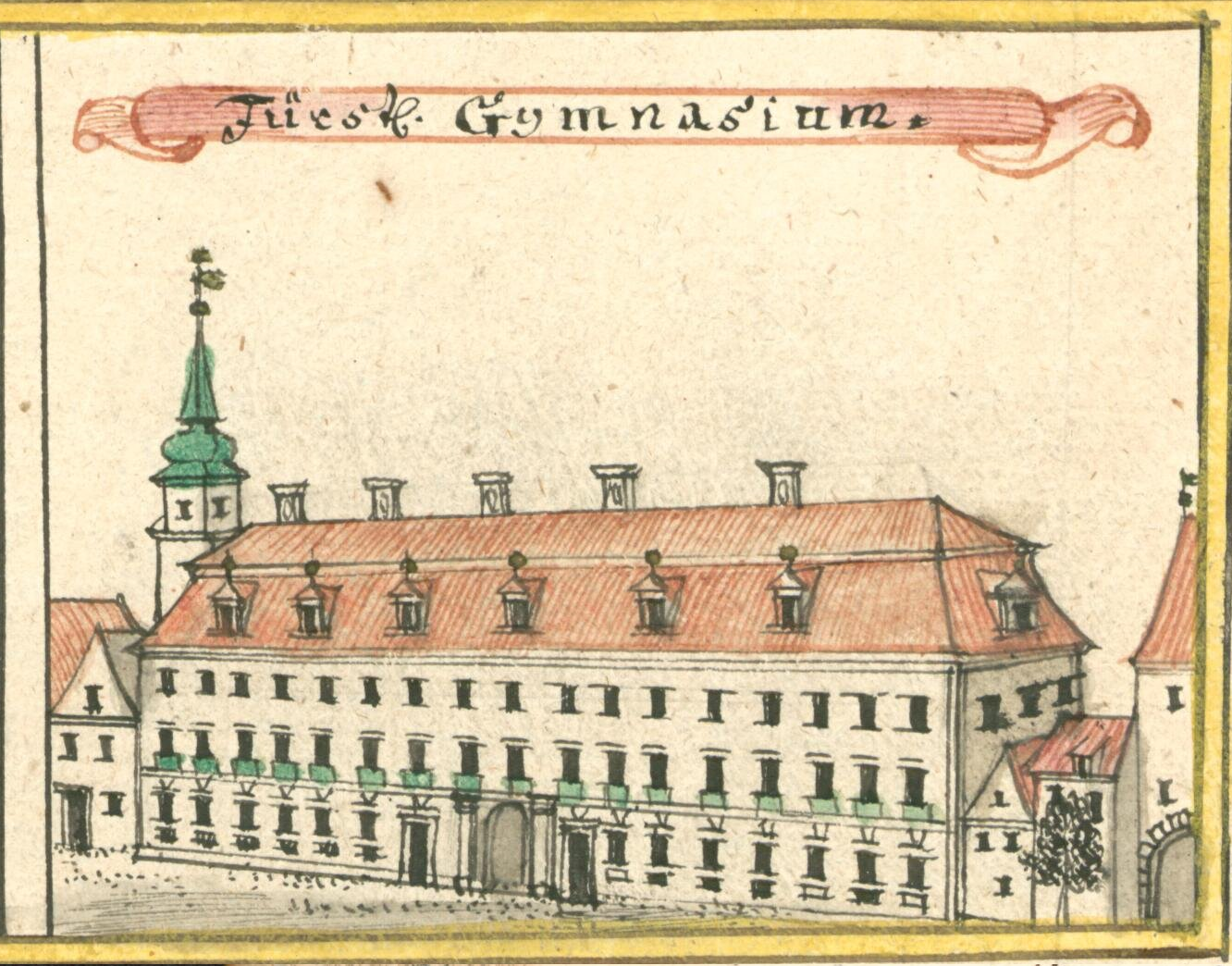
Gimnazjum w Brzegu, F. B. Werner (1750)
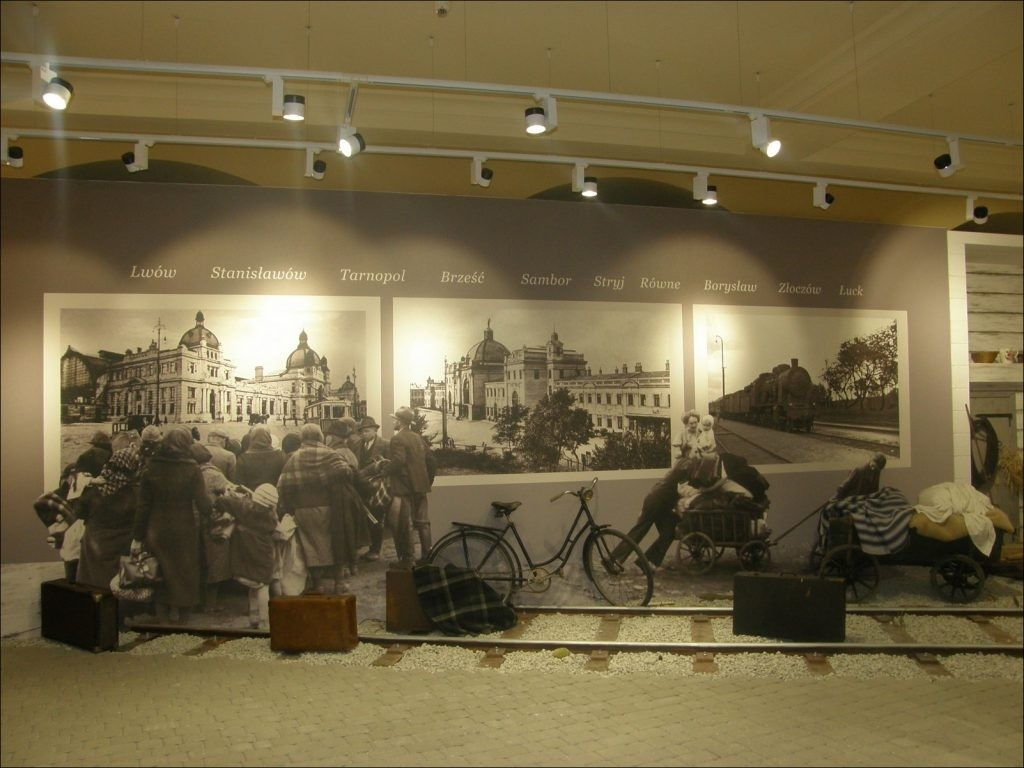
Wystawa Kresy. Ocalone wspomnienia
Herb Jerzego II
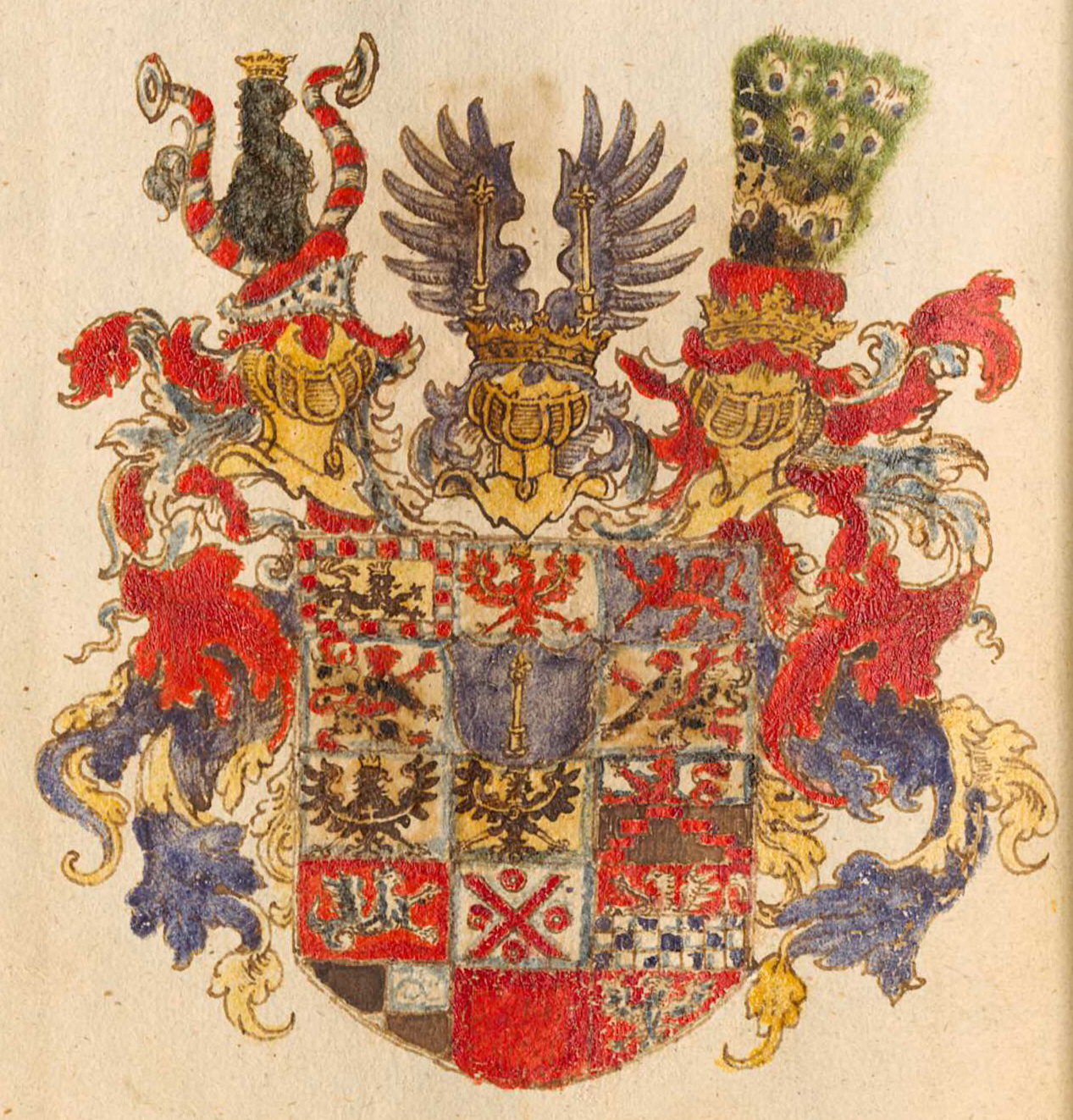
Herb Hohenzollern (1594)

## Założenia tematyczne
Budując Muzeum Dziedzictwa i Kultury Kresów od podstaw wyklarowała się narracja przyszłej instytucji zakładająca dwutorowość opowieści. Prezentowane będą relacje łączące Śląsk z Kresami Rzeczypospolitej, których to dzieje na przestrzeni wieków miały wiele punktów wspólnych. Zwornikiem opowieści o tych relacjach będzie przesiedlenie mieszkańców Lwowa, Stanisławowa, Wilna, Kamieńca Podolskiego, Żółkwi i wielu miast, miasteczek i wsi na tereny dzisiejszej Polski południowo-zachodniej.

### Zbiórka pamiątek kresowych
Dział Dziedzictwa i Kultury Kresów przy Muzeum Piastów Śląskich w Brzegu prowadzi zbiórkę pamiątek kresowych chcąc ocalić historię jednostek od zapomnienia, a same artefakty przed niszczeniem. Zebrane pamiątki będą stanowić podstawę pod ekspozycję Muzeum. Gromadzone są także wspomnienia i relacje.